# Depressione post-partum
La depressione post-partum, depressione post-natale o depressione puerperale è un disturbo dell'umore che colpisce il 7-12% delle donne manifestandosi tra la sesta e la dodicesima settimana successiva al parto. Nelle prime settimane dopo il parto, si preferisce parlare di sindrome del terzo giorno, disturbo piuttosto diffuso e che non necessariamente si trasforma in depressione post-partum.

## Sintomatologia
Sintomi come le crisi di pianto, cambiamenti di umore, irritabilità generale, perdita dell'appetito, insonnia o all'opposto difficoltà a rimanere svegli, assenza di interesse nelle attività quotidiane e/o verso il neonato caratterizzano tale patologia specifica, denominata comunemente anche depressione post-parto.
Il disturbo non è da confondere con la più grave "psicosi puerperale", accompagnata da sintomatologie di tipo psicotico.

## Terapia
Nei casi in cui sia stata diagnosticata una depressione post-partum si può intervienire con una psicoterapia o con la somministrazione di farmaci antidepressivi, tenendo conto tuttavia dei possibili effetti collaterali sulla madre e sul neonato, soprattutto in caso di allattamento (la maggior parte degli psicofarmaci è controindicato per l'allattamento e in ogni caso alcune molecole assunte dalla madre passano, attraverso il sangue, nel latte prodotto dalle mammelle). Alla terapia medica va comunque abbinato un supporto psicologico o una vera e propria psicoterapia, spesso offerta direttamente dal servizio sanitario. Anche piccoli gesti di affetto o piccoli gesti materiali come l'affiancamento e il supporto nelle cure al neonato sono determinanti per il superamento della depressione post-partum.

## L'argomento nel cinema e nella narrativa
Il tema dell'ambivalenza materna è stato raccontato dai film Maternity Blues di Fabrizio Cattani e  Tutto parla di te di Alina Marazzi che ha scelto come protagonista del suo film Charlotte Rampling, un'attrice con un vissuto personale tra l'altro vicino al tema; un altro film è Vacuum di Giorgio Cugno dove il regista ha scelto di guardare il mondo attraverso gli occhi di una giovane madre alle prese con la perdita della sua identità. 
Quanto alla narrativa, un romanzo sul tema è Di materno avevo solo il latte di Deborah Papisca (Dalai Editore) in cui l'autrice narra con ironia e trasporto la sua personale storia di mamma colpita dalla depressione post parto. Un altro romanzo esemplare è La cicogna ha sbagliato casa di Monia Bergamo (Galassia Arte) dove l'autrice narra il suo personale superamento della depressione post parto allo scopo di poter aiutare altre madri affette dalla medesima patologia.